# Vocabolario della Crusca

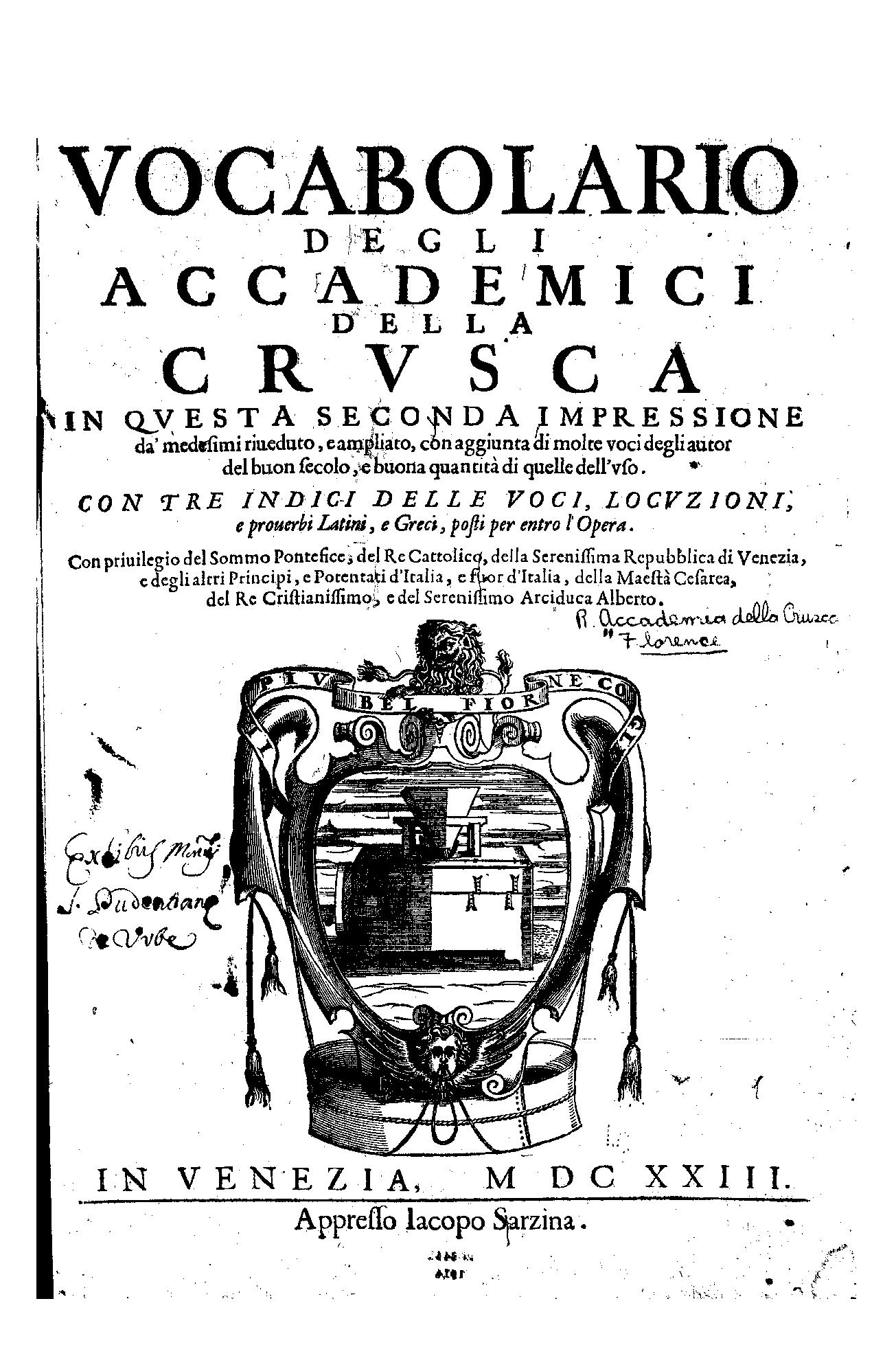
Frontispicio de la segunda edición (1623).

El Vocabolario degli Accademici della Crusca, fue el primer diccionario de la lengua toscana (1612), publicado por la Accademia della Crusca de Florencia. Fue el segundo diccionario de una lengua moderna europea, tras el Tesoro de la lengua castellana o española de Sebastián de Covarrubias de 1611.
La Accademia della Crusca de Florencia fue fundada en 1583, con el objeto de codificar el toscano y de realizar un diccionario exhaustivo, que se basara fundamentalmente sobre los textos literarios de los más célebres autores florentinos trecentistas, considerados canónicos, como Dante, Petrarca y Boccaccio. El trabajo lexicográfico se inició en 1591 gracias al interés de Lionardo Salviati en la filología. Su búsqueda de palabras se extendió más allá de los trabajos publicados de grandes escritores para incluir también a textos manuscritos no publicados y conservados en diversas academias florentinas. Asimismo empleó como fuentes a escritores más recientes como Francesco Berni, Lorenzo de Medici, o Maquiavelo, y a escritores no florentinos, como Pietro Bembo o el Ariosto. Hasta treinta y seis académicos, dedicados a tiempo completo, realizaron la tarea; si bien, el libro se imprimió en la ciudad de Venecia. El título que originalmente se había contemplado (1608) era el de Vocabolario della lingua toscana; no obstante, surgió una prolongada discusión sobre si debería usarse otro título. Finalmente se adoptó el título de Vocabolario degli Accademici della Crusca, cavato dagli scrittori e uso della città di Firenze, aunque el título original fue conservado en la licencia de impresión concedida por la República de Venecia en enero de 1611. Obra innovadora, alfabéticamente ordenada, con abundantes citas de apoyo para cada entrada, se convirtió en obra de referencia en Italia. Posteriores ediciones aumentadas aparecerían en 1623, 1691, 1729-1738... Desde 1965, la obra del Vocabolario y la Accademia se separan, y desde 1983, aquella se continúa por el Consiglio Nazionale delle Ricerche.